# Keiichi Suzuki
Keiichi Suzuki (japonès: 鈴木惠一)  (prefectura de Karafuto, 10 de novembre de 1942 - Tokorozawa, 21 de gener de 2025) va ser un patinador de velocitat sobre gel japonès que va competir durant les dècades de 1960 i 1970.

## Biografia
Va néixer el 10 de novembre en algun poble de l'illa de Sakhalín, que en aquells moments formava part de l'Imperi Japonès i que avui en dia forma part de la Federació Russa.
Especialista en l'esprint en el patinatge de velocitat sobre gel, va participar en els Jocs Olímpics d'Hivern de 1964 realitzats a Innsbruck (Àustria) en les proves de 500 m. i 1.500 metres, destacant el cinquè lloc aconseguit en la primera d'elles. Participà novament en els Jocs Olímpics d'Hivern de 1968 realitzats a Grenoble (França) en aquelles mateixes proves, destacant la vuitena posició aconseguida en la prova de 500 metres. En els Jocs Olímpics d'Hivern de 1972 realitzats a Sapporo (Japó) fou l'encarregat de realitzar el jurament olímpic en la cerimònia d'obertura. Així mateix participà en la prova de 500 metres de patinatge de velocitat, finalitzant dinovè.
En el Campionat del Món de patinatge de velocitat aconseguí guanyar la medalla de plata en la prova d'esprint l'any 1970 i finalitzà vuitè l'any 1971.
Rècords del món
|   | Distància  | Temps | Data              | Seu    |
| - | ---------- | ----- | ----------------- | ------ |
| 1 | 500 metres | 39,2  | 1 de març de 1969 | Inzell |
| 2 | 500 metres | 38,71 | 7 de març de 1970 | Inzell |

Millors marques personals
| Distància | Temps | Data              | Seu    |
| --------- | ----- | ----------------- | ------ |
| 500 m     | 38.50 | 8 de març de 1970 | Inzell |